# 30... trideset let med muzikanti
30... trideset let med muzikanti s podnaslovom Pihalni orkester Tolmin 1979–2009 je album Pihalnega orkestra Tolmin, ki je ob obletnici orkestra izšel v samozaložbi na glasbeni CD plošči leta 2009.

## Seznam posnetkov
| CD              | CD | CD                      | CD                        | CD              | CD      |
| Št.             | Naslov | Besedilo                | Glasba                    | Priredba        | Dolžina |
| --------------- | --- | ----------------------- | ------------------------- | --------------- | ------- |
| 1.              | „The Chicken‟ |                         | A. J. Ellis, J. Pastorius | B. M. Kjærne    | 5:54    |
| 2.              | „A Tribute to Lionel‟                                                                                              |                         |                           | A. Waignein     | 7:06    |
| 3.              | „Children of Sanchez‟                                                                                              |                         | C. Mangione               | N. Iwai         | 8:06    |
| 4.              | „Wave‟ | A. C. Jobim             | A. C. Jobim               | P. K. Schaars   | 3:16    |
| 5.              | „Strangers in the Night‟                                                                                           | C. Singleton, E. Snyder | B. Kaempfert              | N. Tailor       | 3:36    |
| 6.              | „Blue Moon‟ |                         | R. Rodgers                | W. Barker       | 2:46    |
| 7.              | „Just a Gigolo / I Ain't Got Nobody‟                                                                               | I. Caesar, R. A. Graham | L. Casucci, S. Williams   | J. Thomas       | 4:59    |
| 8.              | „Showdown for Band‟                                                                                                |                         | G. Tinner                 |                 | 7:08    |
| 9.              | „Privšek Potpouri: Snežna noč, Zimzelen, Silvestrski poljub, Nad mestom se dani, Mini-maksi‟                       |                         | J. Privšek                | J. Privšek      | 7:58    |
| 10.             | „Super Hit Mega-Mix: Get Ready For This / Rock & Roll – Part II (The Hey Song) / Whoomp! (There It Is) / Y.M.C.A.‟ |                         |                           | P. Lavender     | 2:56    |
| Skupna dolžina: | Skupna dolžina: | Skupna dolžina:         | Skupna dolžina:           | Skupna dolžina: | 53:43   |

## Sodelujoči

### Pihalni orkester Tolmin
- Miloš Rijavec – dirigent

### Solisti
- Matej Zgaga – vibrafon na posnetku 2
- Damjan Valentinuzzi – krilovka na posnetkih 3 in 9
- Katja Carli – altovski saksofon na posnetku 3
- Mitja Jerkič – vokal na posnetkih 4, 5 in 7
- Matija Mlakar – pozavna na posnetku 6
- Matic Mikola – altovski saksofon na posnetku 8

### Produkcija
- Borut Čelik – snemalec, oblikovanje zvoka in masteriranje
- Matej Doljak – snemalec
- Matic Leban – oblikovanje